# 캘러타이프

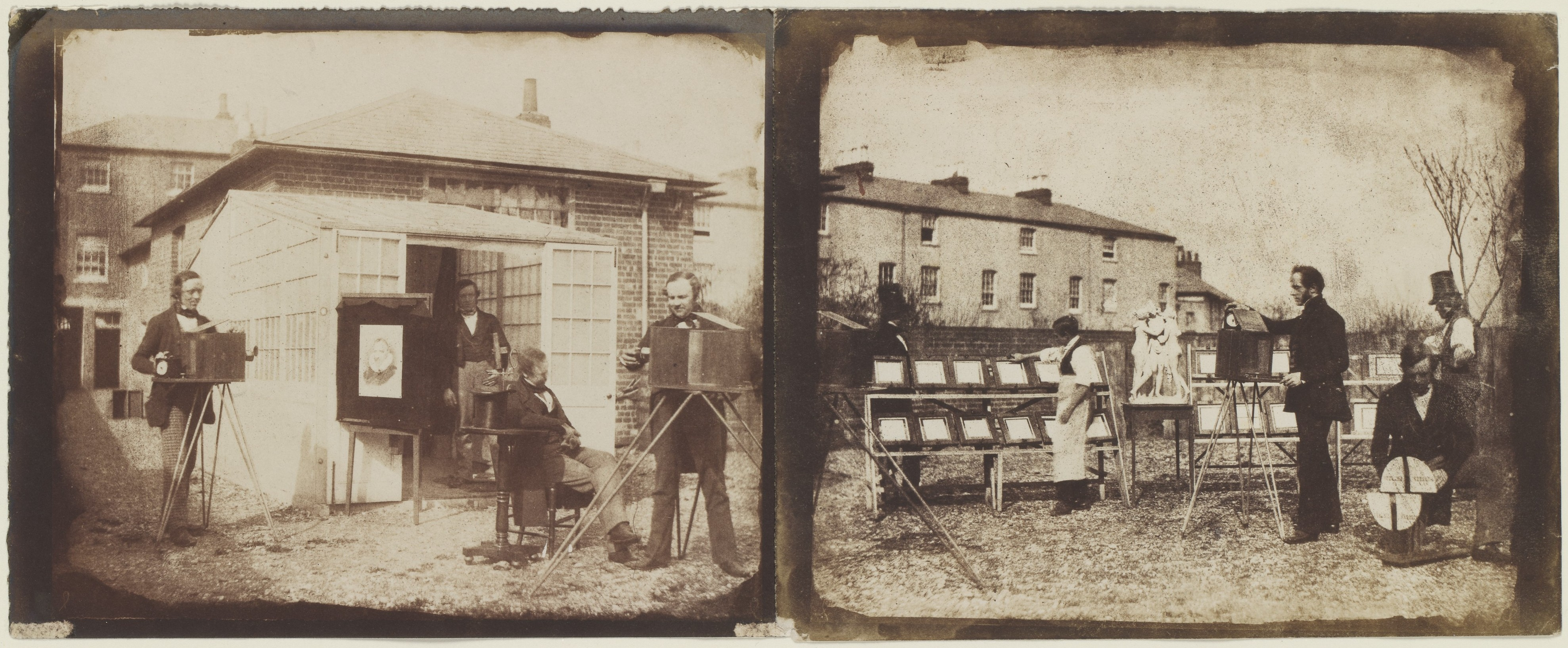
윌리엄 폭스 탤벗의 리딩 영업소(The Reading Establishment), 1846년 촬영.

캘러타이프(Calotype, Talbotype)는 윌리엄 폭스 탤벗이 1841년 발명해 특허를 받은 촬영술이다. 종이에 아이오딘화은 도포하여 말려, 노출 직전에 질산은-갈산 수용액으로 현상한다. 티오황산 나트륨용액으로 정착해서 만든다.

## 역사
문인이자 박물학자였던 탤벗은 1834년부터 빛에 대한 연구를 시작하여 1834년 염화은으로 감광성을 띄게 한 종이 위에 물건이나 식물을 놓고 음화상을 얻는 포토제닉 드로잉을 제작하였다. 1839년 1월 31일 탤벗은 왕립학회에서 감광유제로 염화은을 사용하여 종이에 양화상을 얻는 기술을 발표하였다. 1840년 가을 탤벗은 암상자에서 얻은 음화를 현상하여 여러 장의 양화로 복제하는 기술을 개발하였고, 1841년 캘러타이프라고 명명한 자신의 기술에 대한 특허를 취득하였다.
캘러타이프는 1840년 초까지 다게레오타이프에 비해 선명함과 재현도가 떨어졌기 때문에 많은 인기를 얻지 못하였다. 초상 사진술로서는 각광을 받지 못하였기 때문에 1840년대에 캘러타이프를 애용한 사진가는 대부분 탤벗의 지인이거나 친척이었다. 이들은 상당히 동질적인 성향을 가지고 있었으며, 1847년 최초의 사진 협회인 캘러타이프 협회가 창설되었다.
1844년 릴의 포목상인 블랑카르-에브라르가 캘러타이프를 개량하였으며, 1847년을 기점으로 캘러타이프는 영국을 벗어나 프랑스에서도 사용되기 시작하였다. 캘러타이프로 인화한 종이 사진은 판화와 유사한 점이 있었으므로 샤를 네그르, 앙리 르 세크, 귀스타브 르 그레 등의 화가나 판화가가 이 기술에 관심을 가졌다. 또한 종이에 인화하는 방식이었으므로 다게레오타이프보다 이동이 간편하여 1850년대까지 여행 사진가로부터 인기를 얻었다.

## 같이 보기
- 다게레오타이프